# Albert Ghiorso
Albert Ghiorso (Vallejo, 15 luglio 1915 – Berkeley, 26 dicembre 2010) è stato un ingegnere elettrotecnico e preminente ricercatore in fisica nucleare statunitense, che ha contribuito alla scoperta di 12 elementi chimici.

## Biografia

### Primi anni
È nato a Vallejo e cresciuto ad Alameda, in California, da ragazzo costruì un circuito radio e si guadagnò una reputazione di creatore di contatti radio a distanza migliori di quelli militari. Albert Einstein era il suo idolo.
Ricevette la laurea in scienze in elettrotecnica dall'Università di Berkeley nel 1937. Dopo la laurea lavorò per una compagnia che produceva dispositivi per comunicazioni di emergenza ed inventò il primo contatore Geiger commerciale del mondo, che gli permise di partecipare al Progetto Manhattan.
Conobbe Glenn Theodore Seaborg grazie all'amicizia tra le loro mogli, che lavoravano come segretarie al Lawrence Berkeley National Laboratory (allo stesso modo Helen Griggs Seaborg era la segretaria di Ernest Orlando Lawrence quando conobbe Glenn Theodore Seaborg).

### Ricerca
La collaborazione tra Seaborg e Ghiorso fu assai fruttifera nei primi giorni del ciclotrone, quando i suoi risultati erano molto difficili da trovare ed identificare. Il loro lavoro portò alla scoperta di parecchi elementi all'Università di Berkeley ed a Ghiorso è attribuita la conscoperta dei seguenti elementi:
- Americio circa nel 1945 (elemento 95)
- Curio nel 1944 (elemento 96)
- Berkelio nel 1949 (elemento 97)
- Californio nel 1950 (elemento 98)
- Einsteinio nel 1952 (elemento 99)
- Fermio nel 1953 (elemento 100)
- Mendelevio nel 1955 (elemento 101)
- Nobelio nel 1958-59 (elemento 102)
- Laurenzio nel 1961 (elemento 103)
- Rutherfordio nel 1969 (elemento 104)
- Dubnio nel 1970 (elemento 105)
- Seaborgio nel 1974 (elemento 106)

Prima del problema riguardante la scoperta dell'elemento 118 nel 2000, i colleghi di Ghiorso avevano proposto di dare il suo nome all'elemento Ununoctio.